# Туньлю
Туньлю́ (кит. упр. 屯留, пиньинь Túnliú) — район городского подчинения городского округа Чанчжи провинции Шаньси (КНР).

## История
При империи Западная Хань в этих местах были созданы уезды Туньлю (屯留县) и Юйу (余吾县); при империи Восточная Хань уезд Юйу был расформирован. При империи Северная Вэй в 500 году неподалёку от уезда Туньлю был создан уезд Цзиши (寄氏县). Впоследствии уезды Туньлю и Цзиши были расформированы.
При империи Суй в 596 году уезд Туньлю был создан вновь. Во время монгольского правления в 1266 году уезд Туньлю был присоединён к уезду Сянъюань, но в 1278 году воссоздан.
В 1949 году был образован Специальный район Чанчжи (长治专区), и уезд вошёл в его состав. В 1958 году Специальный район Чанчжи был переименован в Специальный район Цзиньдуннань (晋东南专区); уезд Туньлю при этом был объединён с уездом Чжанцзы в уезд Туньчжан (屯长县). Впоследствии уезд Туньчжан был расформирован, а его территория перешла под непосредственное управление города Чанчжи. В 1960 году уезд Туньчжан был воссоздан, а в 1961 году он был вновь разделён на уезды Туньлю и Чжанцзы.
В 1970 году Специальный район Цзиньдуннань был переименован в Округ Цзиньдуннань (晋东南地区). В 1985 году постановлением Госсовета КНР были расформированы город Чанчжи и округ Цзиньдуннань, а на их территории образованы городские округа Чанчжи и Цзиньчэн; уезд вошёл в состав городского округа Чанчжи.
19 июня 2018 года в соответствии с постановлением Госсовета КНР уезд Туньлю был преобразован в район городского подчинения.

## Административное деление
Район делится на 7 посёлков и 4 волости.